# Cratere Bahman
Bahman è un cratere sulla superficie di Encelado.